# Pierre Nicolas de Haraneder
Pierre Nicolas de Haraneder, vicomte de Macaye (1758-1827), est un noble français représentant du bailliage de Labourd (Ustaritz) aux États généraux de 1789 puis à l'Assemblée constituante de la première République.

## Biographie
Pierre Nicolas de Haraneder est né en 1758 à Saint-Jean-de-Luz,.
Député en 1789, propriétaire dans sa ville natale, il fut élu député de la noblesse aux États généraux de 1789 par le bailliage de Labourd (Ustaritz), le 23 avril 1789.
Il se mêla d'abord aux novateurs, demanda l'abolition des privilèges, et proposa, lors des troubles de Nîmes, de faire mander à la barre de l'Assemblée les signataires de la protestation des soi-disant catholiques. Le 26 avril 1790, il fait partie des nouveaux membres du comité des recherches, avec Poulain de Corbion, l'abbé Joubert, de Pardieu, Le Déan, Voidel, Cochon de L'Apparent, Payen-Boisneuf, Verchère de Reffye, Rousselet, de Sillery, Babey.
Il passa dans la minorité, et signa les protestations des 12 et 15 septembre 1791, contre les décrets de la Constituante. Devant la tournure des événements, il disparut ensuite de la scène politique.
Il quitte Paris et s'embarque à Lorient le 30 avril 1792 pour les colonies des Indes. Il débarque sur l'Île de France le 15 février 1793. Le 18 mars suivant, il s'embarque à destination de Chandernagor où il arrive le 5 avril 1793. Le 11 juin 1793, les Anglais occupent Chandernagor. Le vicomte de Macaye est considéré comme leur prisonnier. En 1816, à la suite du traité de Vienne, les Anglais restituent Chandernagor à la France. 
En son absence du Pays basque, son épouse Jeanne-Marie-Bernardine Betbeder avait demandé et obtenu le divorce (novembre 1793). Son père, le vicomte ancien, mourut (en détention?) à Ustaritz (16 mars 1794). Enfin, son fils unique et héritier mourut à Bayonne en 1809, âgé de 22 ans. Son ex-épouse parvint cependant à recouvrer les biens de la famille en insistant sur le fait que son mari n'avait pas émigré à l'étranger, mais s'était en fait installé et avait résidé tout le temps dans un territoire français des Indes. Elle mourut dans la demeure des vicomtes de Macaye en 1842. Elle était la sœur d'Alexandre Betbeder, maire de Bayonne entre 1818 et 1823.
Pierre Nicolas de Haraneder serait mort en 1827 à Chandernagor en Inde française,.
Il apparait cependant encore en 1828/1829 comme un des ayants droit de son cousin Pierre de Lalande de Hinx dans le cadre de la Loi concernant l'indemnité à accorder aux héritiers des émigrés.

## Mandats
- Régime politique : Révolution
- Législature : Assemblée nationale constituante
- Mandat : Du 23 avril 1789 au 30 septembre 1791
- Bailliage : Ustaritz - Pays des Basques - Labourd (Type : Bailliage)
- Groupe : Noblesse